# Finn Savery
Finn Savery, född 24 juli 1933 i Gentofte, död 
15 november 2024, var en dansk kompositör, jazzpianist och kapellmästare.

## Biografi
Finn Savery kom från en musikalisk familj. Båda föräldrarna, C.M. Savery och Sigrid Aae, var musikpedagoger. Han studerade vid Det Kgl. Danske Musikkonservatorium i Köpenhamn med inriktning på piano och komposition 1953-1960. Han har därefter tagit ytterligare kurser i Darmstadt, New York och Boston. Han har spelat i egna musikgrupper sedan 1948, då främst inspirerad av Dizzy Gillespies och Charlie Parker, och spelade i många år vibrafon tillsammans med jazzmusikern Max Brüel. I början av 1960-talet spelade han i septetten Dualisme och var då främst inspirerad av kompositören Pierre Boulez och jazzmusikern Miles Davis. Som kompositör har Savery bidragit med jazzpräglad musik till flera skådespel och musikaler; Frihed – Det bedste guld (1961), Teenagerlove (1962), Læn Dem ikke ud (1964) och Bal i den borgerlige (1966). Det är främst musiken till de två första som blivit mest kända. Han har även skrivit musik till den danska Radiojazzgruppen och DR Big Band, samt haft musikaliska samarbeten med bland andra; Erik Moseholm, Mads Vinding, Bjarne Rostvold, Jørn Elniff och Marilyn Mazur.
Savery har varit styrelseledamot i Dansk Komponistforening och i Statens Kunstfonds utskott för tonkonst. Han var sedan 1962 gift med tandläkaren Ellen Savery, född Jensen.